# Бразилия на летних Олимпийских играх 1960
Бразилия принимала участие в Летних Олимпийских играх 1960 года в Риме (Италия) в восьмой раз за свою историю, и завоевала две бронзовые медали. Сборную страны представляло 72 спортсмена, в том числе одна женщина.

## Медалисты
| Медаль | Спортсмен | Вид спорта | Дисциплина                    |
| ------ | --- | ---------- | ----------------------------- |
| Бронза | Эдсон Биспо дос Сантос Мозес Бласс Вальдемар Блаткаускас Алгодао Кармо де Соуза Карлос Домингос Массони Валдир Геральдо Боккардо Вламир Маркеш Амори Пасос Фернандо Перейра Де Фрейтас Антонио Сальвадор Сукар Эдуардо Шалль Жатир | Баскетбол  | Мужчины                       |
| Бронза | Мануэл душ Сантуш | Плавание   | Мужчины, 100 м вольным стилем |